# Bárbara Ruiz-Tagle
Bárbara Ruiz-Tagle Correa (Santiago de Chile, 30 de mayo de 1979) es una actriz y directora de teatro chilena.

## Biografía
Nació el 30 de mayo de 1979, en Santiago. Hija de Andrés Ruiz-Tagle García-Huidobro; empresario y uno de los propietarios de la Hacienda Calera de Tango, y de María Eugenia Correa Somavía, inversionista de Viña Concha y Toro.
Estudió en el Colegio San Benito. Egresó de la Universidad Finis Terrae en 2001 y viajó a España para especializarse en Danza Teatro.
Ha participado en diversos montajes y cortometrajes nacionales. Su debut fue en la teleserie Corazón de María del canal TVN, donde personifica a la rusa Irina Romanovna, la amada esposa de Wladimir (Alfredo Castro). 
En 2007, cursó un seminario de formación en el Centro de Investigación en Artes Escénicas Teatro La Memoria, dirigido por Alfredo Castro, Marcelo Alonso y Marcos Guzmán. 
Actuó en las obras "Asesinas, Criminales y Genocidas" dirigida por Jaime Vadell. "variaciones sobre la muerte" dirigida por Víctor Carrasco y "Proyecto de vida" con Cristian Plana entre otras. Además, fue parte del elenco de la exitosa teleserie nocturna de TVN, El Señor de la Querencia, y ¿Dónde está Elisa?. Luego emigró a Chilevisión en donde formó parte de elenco de Mujeres de Lujo y luego en la teleserie nocturna "Infiltradas"  " la sexologa" y " Graduados" Para el año 2014, vuelve a TVN para formar parte del elenco de la teleserie diurna La chúcara.
Viaja a New York para realizar el taller del Pantheatre.
En el año 2013, estudió Doblaje de Películas, caricaturas, locución documental y publicitaria en PROVOZ, siendo su maestra, la reconocida actriz de teatro, televisión y doblaje, Loreto Araya-Ayala. 

## Vida personal
Bárbara Ruiz-Tagle contrajo matrimonio con el ingeniero civil industrial Sebastián Rodríguez-Peña, en septiembre de 2006.
En 2012, Bárbara Ruiz-Tagle comenzó una relación con el director de televisión Mauricio Bustos Olavarría, y se casaron en enero de 2017 en una ceremonia celebrada en Calera de Tango. Juntos, fueron padres de Rafael Bustos, quien nació en septiembre de 2015.

## Filmografía
- 2015 - El Inquisidor
- 2018 - Calzones rotos (director: Arnaldo Valsecchi)
- 2024 - El fantasma

## Televisión
| Año  | Título                   | Papel                           | Ref.                       |
| ---- | ------------------------ | ------------------------------- | -------------------------- |
| 2007 | Corazón de María         | Irina Románova                  | Elenco principal           |
| 2007 | El señor de La Querencia | Leontina Aguirre                | Elenco principal           |
| 2008 | ¿Dónde está Elisa?       | Juana Ovalle                    | Elenco principal           |
| 2009 | Los Exitosos Pells       | Miranda Varela                  | 3 episodios                |
| 2010 | Mujeres de lujo          | Virginia Letelier "Turquesa"    | Protagonista; 78 episodios |
| 2011 | Infiltradas              | Amparo Barrientos               | Protagonista; 97 episodios |
| 2012 | La Sexóloga              | Romina Carvajal                 | Elenco principal           |
| 2013 | Graduados                | Patricia Rojas                  | Antagonista; 212 episodios |
| 2014 | La Chúcara               | Gracia Montero / Piedad Montero | Elenco principal           |
| 2017 | Wena Profe               | Macarena Palma                  | Elenco principal           |

| Año  | Título                          | Papel             | Ref.                                      |
| ---- | ------------------------------- | ----------------- | ----------------------------------------- |
| 2007 | Héroes                          | Elizabeth Newlove | Episodio: Prat, la gloria tiene su precio |
| 2009 | Karma                           | Ingrid Reveco     | Episodio: Voyerismo                       |
| 2010 | Cartas de mujer                 | Irene Del Solar   | Episodio: Carta de Irene                  |
| 2011 | 12 días que estremecieron Chile | Soledad Arancibia | Episodio: Todas íbamos a ser reinas       |

## Teatro
- 2007: Asesinas, criminales y genocidas, de Jaime Vadell (actuación)
- 2008: Variaciones sobre la muerte, de Jon Fosse (actuación)
- 2012: Ana, Franco y yo, de Richard Yates (dirección)
- 2014: Proyecto de vida, de Emilia Noguera (actuación)
- 2014: La cenicienta (dirección)
- 2018: Mi hijo sólo camina un poco más lento, de Ivor Martinic (dirección)
- 2022: La señora Dalloway, de Virginia Woolf (actuación)
- 2023: Como si pasara un tren, de Lorena Romanin (dirección)
- 2023: Las gratitudes, de Delphine de Vigan (dirección)
- 2024: La trampa, de Patrick Hamilton (dirección)

## Doblaje
- Las mil y una noches (2014) - Yasemin
- ¿Qué culpa tiene Fatmagül? (2014) - Mukaddes Ketenci